# Gminy w Holandii

Podział administracyjny Holandii

## Liczba gmin w poszczególnych prowincjach
| Prowincja           | Liczba gmin |
| ------------------- | ----------- |
| Drenthe             | 12          |
| Flevoland           | 6           |
| Fryzja              | 18          |
| Geldria             | 51          |
| Groningen           | 12          |
| Limburgia           | 31          |
| Brabancja Północna  | 62          |
| Holandia Północna   | 47          |
| Overijssel          | 25          |
| Utrecht             | 26          |
| Zelandia            | 13          |
| Holandia Południowa | 52          |

## Gminy według prowincji
Od 1 stycznia 2023 Holandia jest podzielona na 342 gminy (niderl. gemeenten) oraz 3 karaibskie gminy specjalne. Gminy są w Holandii jednostką podziału administracyjnego II stopnia (po prowincjach). Od wielu lat istnieje tendencja do łączenia z sobą mniejszych gmin. Władze każdej holenderskiej gminy mogą tworzyć podgminy (niderl. deelgemeenten). Z tej możliwości skorzystały wyłącznie dwa największe miasta kraju – Amsterdam i Rotterdam.

### Drenthe
- Aa en Hunze
- Assen
- Borger-Odoorn
- Coevorden
- Emmen
- Hoogeveen
- Meppel
- Midden-Drenthe
- Noordenveld
- Tynaarlo
- Westerveld
- De Wolden

### Flevoland
- Almere
- Dronten
- Lelystad
- Noordoostpolder
- Urk
- Zeewolde

### Fryzja
- Achtkarspelen
- Ameland
- Dantumadeel
- De Friese Meren
- Harlingen
- Heerenveen
- Leeuwarden
- Noardeast-Fryslân
- Ooststellingwerf
- Opsterland
- Schiermonnikoog
- Smallingerland
- Súdwest-Fryslân
- Terschelling
- Tietjerksteradeel
- Vlieland
- Waadhoeke
- Weststellingwerf

### Geldria
- Aalten
- Apeldoorn
- Arnhem
- Barneveld
- Berg en Dal
- Berkelland
- Beuningen
- Bronckhorst
- Brummen
- Buren
- Culemborg
- Doesburg
- Doetinchem
- Druten
- Duiven
- Ede
- Elburg
- Epe
- Ermelo
- Harderwijk
- Hattem
- Heerde
- Heumen
- Lingewaard
- Lochem
- Maasdriel
- Montferland
- Neder-Betuwe
- Nijkerk
- Nijmegen
- Nunspeet
- Oldebroek
- Oost Gelre
- Oude IJsselstreek
- Overbetuwe
- Putten
- Renkum
- Rheden
- Rozendaal
- Scherpenzeel
- Tiel
- Voorst
- Wageningen
- West Betuwe
- West Maas en Waal
- Westervoort
- Wijchen
- Winterswijk
- Zaltbommel
- Zevenaar
- Zutphen

### Groningen
- Appingedam
- Delfzijl
- Groningen
- Het Hogeland
- Loppersum
- Midden-Groningen
- Oldambt
- Pekela
- Stadskanaal
- Veendam
- Westerkwartier
- Westerwolde

### Limburgia
- Beek
- Beesel
- Bergen
- Brunssum
- Echt-Susteren
- Eijsden-Margraten
- Gennep
- Gulpen-Wittem
- Heerlen
- Horst aan de Maas
- Kerkrade
- Landgraaf
- Leudal
- Maasgouw
- Maastricht
- Meerssen
- Mook en Middelaar
- Nederweert
- Nuth
- Onderbanken
- Peel en Maas
- Roerdalen
- Roermond
- Schinnen
- Simpelveld
- Sittard-Geleen
- Stein
- Vaals
- Valkenburg aan de Geul
- Venlo
- Venray
- Voerendaal
- Weert

### Brabancja Północna
- Alphen-Chaam
- Altena
- Asten
- Baarle-Nassau
- Bergeijk
- Bergen op Zoom
- Bernheze
- Best
- Bladel
- Boekel
- Boxmeer
- Boxtel
- Breda
- Cranendonck
- Cuijk
- Deurne
- Dongen
- Drimmelen
- Eersel
- Eindhoven
- Etten-Leur
- Geertruidenberg
- Geldrop-Mierlo
- Gemert-Bakel
- Gilze en Rijen
- Goirle
- Grave
- Haaren
- Halderberge
- Heeze-Leende
- Helmond
- 's-Hertogenbosch
- Heusden
- Hilvarenbeek
- Laarbeek
- Landerd
- Loon op Zand
- Meierijstad
- Mill en Sint Hubert
- Moerdijk
- Nuenen
- Oirschot
- Oisterwijk
- Oosterhout
- Oss
- Reusel-De Mierden
- Roosendaal
- Rucphen
- Sint Anthonis
- Sint-Michielsgestel
- Someren
- Son en Breugel
- Steenbergen
- Tilburg
- Uden
- Valkenswaard
- Veldhoven
- Vught
- Waalre
- Waalwijk
- Woensdrecht
- Zundert

### Holandia Północna
- Aalsmeer
- Alkmaar
- Amstelveen
- Amsterdam
- Beemster
- Bergen
- Beverwijk
- Blaricum
- Bloemendaal
- Castricum
- Den Helder
- Diemen
- Drechterland
- Edam-Volendam
- Enkhuizen
- Gooise Meren
- Haarlem
- Haarlemmerliede en Spaarnwoude
- Haarlemmermeer
- Heemskerk
- Heemstede
- Heerhugowaard
- Heiloo
- Hilversum
- Hollands Kroon
- Hoorn
- Huizen
- Koggenland
- Landsmeer
- Langedijk
- Laren
- Medemblik
- Oostzaan
- Opmeer
- Ouder-Amstel
- Purmerend
- Schagen
- Stede Broec
- Texel
- Uitgeest
- Uithoorn
- Velsen
- Waterland
- Weesp
- Wijdemeren
- Wormerland
- Zaanstad
- Zandvoort

### Overijssel
- Almelo
- Borne
- Dalfsen
- Deventer
- Dinkelland
- Enschede
- Haaksbergen
- Hardenberg
- Hellendoorn
- Hengelo
- Hof van Twente
- Kampen
- Losser
- Oldenzaal
- Olst-Wijhe
- Ommen
- Raalte
- Rijssen-Holten
- Staphorst
- Steenwijkerland
- Tubbergen
- Twenterand
- Wierden
- Zwartewaterland
- Zwolle

### Utrecht
- Amersfoort
- Baarn
- Bunnik
- Bunschoten
- De Bilt
- De Ronde Venen
- Eemnes
- Houten
- IJsselstein
- Leusden
- Lopik
- Montfoort
- Nieuwegein
- Oudewater
- Renswoude
- Rhenen
- Soest
- Stichtse Vecht
- Utrecht
- Utrechtse Heuvelrug
- Veenendaal
- Vianen
- Wijk bij Duurstede
- Woerden
- Woudenberg
- Zeist

### Zelandia
- Borsele
- Goes
- Hulst
- Kapelle
- Middelburg
- Noord-Beveland
- Reimerswaal
- Schouwen-Duiveland
- Sluis
- Terneuzen
- Tholen
- Veere
- Vlissingen

### Holandia Południowa
- Alblasserdam
- Albrandswaard
- Alphen aan den Rijn
- Barendrecht
- Binnenmaas
- Bodegraven-Reeuwijk
- Brielle
- Capelle aan den IJssel
- Cromstrijen
- Delft
- Den Haag
- Dordrecht
- Giessenlanden
- Goeree-Overflakkee
- Gorinchem
- Gouda
- Hardinxveld-Giessendam
- Hellevoetsluis
- Hendrik-Ido-Ambacht
- Hillegom
- Kaag en Braassem
- Katwijk
- Korendijk
- Krimpen aan den IJssel
- Krimpenerwaard
- Lansingerland
- Leerdam
- Leiden
- Leiderdorp
- Leidschendam-Voorburg
- Lisse
- Maassluis
- Midden-Delfland
- Molenwaard
- Nieuwkoop
- Nissewaard
- Noordwijk
- Noordwijkerhout
- Oegstgeest
- Oud-Beijerland
- Papendrecht
- Pijnacker-Nootdorp
- Ridderkerk
- Rijswijk
- Rotterdam
- Schiedam
- Sliedrecht
- Strijen
- Teylingen
- Vlaardingen
- Voorschoten
- Waddinxveen
- Wassenaar
- Westland
- Westvoorne
- Zederik
- Zoetermeer
- Zoeterwoude
- Zuidplas
- Zwijndrecht

## Gminy specjalne
| Nazwa gminy    | Stolica gminy |
| -------------- | ------------- |
| Bonaire        | Kralendijk    |
| Saba           | The Bottom    |
| Sint Eustatius | Oranjestad    |